# 5361 Goncharov
5361 Goncharov (1976 YC2) là một tiểu hành tinh vành đai chính được phát hiện ngày 16 tháng 12 năm 1976 bởi L. I. Chernykh ở Đài vật lý thiên văn Crimean.